# Spoorlijn 36A
Spoorlijn 36A is een Belgische spoorlijn die spoorlijn 36 bij aftakking Y Voroux verbindt met het goederenstation Kinkempois op de rechteroever van de Maas in Luik. De spoorlijn is ruim 12 km lang.

## Geschiedenis

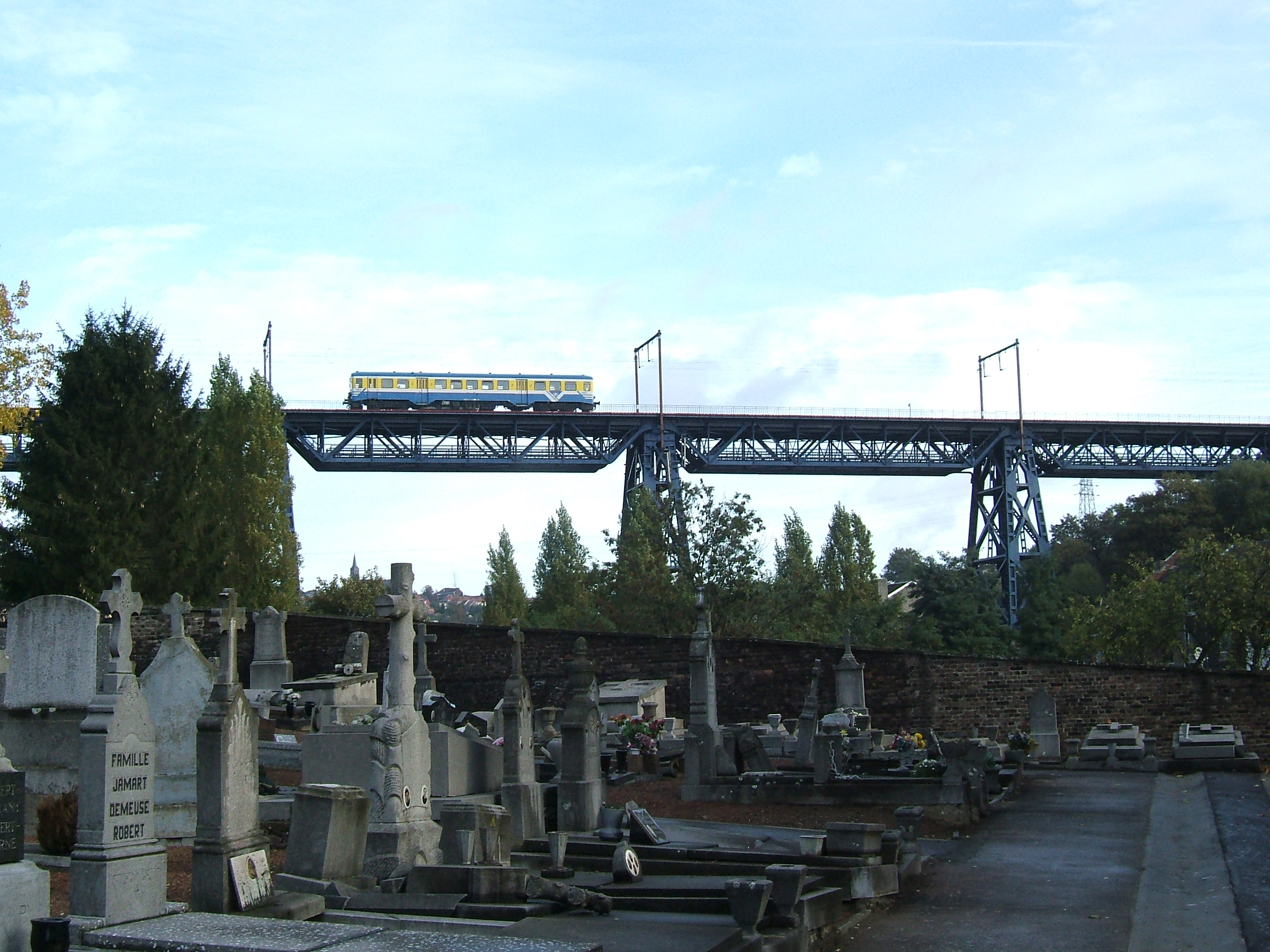
viaduct van Tilleur

In 1920 werd begonnen met de aanleg van deze spoorlijn, die voor de zware goederentreinen een alternatief moest bieden voor de steile helling van Ans. Omwille van de economische crisis van 1929 liep de bouw van de lijn grote vertraging op. Op 31 augustus 1939 sloeg een bliksem in op de brug van Val-Benoît over de Maas in Luik. Deze brug was, omwillende van de oorlogsdreiging, ondermijnd, waardoor de blikseminslag zorgde voor de vernieling van de brug. Hierdoor was geen spoorverkeer meer mogelijk tussen Luik-Guillemins en Kinkempois. Spoorlijn 36A werd in sneltempo afgewerkt en op 15 september 1939 kon de eerste goederentrein over de spoorlijn rijden. Enkele dagen later reden er ook omgeleide reizigerstreinen. Nadien werd de spoorlijn uitsluitend voor goederenverkeer gebruikt. Op 2 oktober 1955 werd de dubbelsporige spoorlijn geëlektrificeerd met 3 kV.
De maximumsnelheid bedraagt 70 km/u.

## Treindiensten
De lijn is thans alleen in gebruik voor goederenvervoer.

## Aansluitingen
In de volgende plaatsen is of was er een aansluiting op de volgende spoorlijnen:
Y Voroux
Spoorlijn 36 tussen Brussel-Noord en Luik-Guillemins
Kinkempois
Spoorlijn 37/1 tussen Y Aguesses en Kinkempois
Spoorlijn 125A tussen Y Val-Benoît en Flémalle-Haute
Spoorlijn 125B tussen Y Garde-Dieu en Kinkempois
Spoorlijn 125C tussen Y Val-Benoît en Kinkempois